# Astacopsis gouldi
Astacopsis gouldi  (лат.) — крупнейший в мире вид пресноводных десятиногих раков. Эндемик Тасмании. Видовой эпитет дан в честь австралийского натуралиста Джона Гульда. В прошлом встречались особи, достигающие массы 5 кг и длины 80 см. Сейчас редки даже особи массой 2 кг.

## Распространение
Встречается только на Тасмании, в реках, текущих на север и впадающих в Бассов пролив, на высоте до 400 м над уровнем моря. Угрожаемый вид; численность сокращается в связи с разрушением местообитаний и перевыловом (до введения запрета на промысел).

## Биология
Astacopsis gouldi свойственна территориальность; на защищаемой территории обитает один самец и несколько самок, входящих в его гарем. Чрезвычайно долгоживущий вид, может достигать возраста 40 лет. Самцы достигают половозрелости в 9 лет, самки — в 14 лет. Самки размножаются раз в два года. Откладывание яиц (на брюшные ножки самки) происходит осенью, молодь длиной около 6 мм вылупляется следующим летом. Данный вид всеядный: питается разлагающейся листвой и древесиной, рыбой, водными беспозвоночными. Естественные враги — утконос, златобрюхая водяная крыса, рыбы (Gadopsis marmoratus). Вылов запрещен с 1998 года.